# کراش باندیکوت (مجموعه بازی)
کراش باندیکوت (به انگلیسی: Crash Bandicoot) یک مجموعهٔ بازی ویدئویی آمریکایی است که در ابتدا توسط ناتی داگ و به‌طور انحصاری برای کنسول پلی‌استیشن شرکت سونی ساخته می‌شد و اکنون به شرکت اکتیویژن فروخته شد و در حال حاضر توسط این شرکت منتشر می‌شود. نسخهٔ اول بازی برای نخستین بار و در سال ۱۹۹۶ انتشار یافت و روند انتشار بازی توسط این شرکت، تا سال ۱۹۹۹ ادامه یافت. مجموعهٔ بازی کراش باندیکوت در ادامه و در فواصل زمانی مختلف توسط ناشران گوناگونی عرضه شد که تاکنون نیز ادامه داشته است. از این مجموعه، ۲۰ بازی عرضه شده‌است.
رخدادهای این بازی، در یک جزیرهٔ خیالی به نام جزیره ان.سانیتی (به انگلیسی: N. Sanity Island) به وقوع می‌پیوندد که جایی در جنوب استرالیا واقع شده‌است. گرچه در بازی‌های مختلف این سری، مکان‌های دیگری نیز به عنوان محل به وقوع پیوستن داستان‌ها وجود دارد. بازی‌های این مجموعه بازی معمولاً درقالب بازی‌های اصلی هستند و چندین بازی فرعی نیز برای مجموعه ساخته شده است. رخدادهای این بازی، پیرامون شخصیتی به نام کراش باندیکوت است. این شخصیت خیالی نوعی باندیکوت است که توسط دکتر نئو کورتکس متحمّل آزمایش‌های ژنتیکی و جهش‌های ژنتیکی شده است. کراش در جزیره ان.سانیتی زندگی آرامی را دنبال می‌کند اما همواره، دکتر کورتکس برای او مشکلاتی را ایجاد می‌کند. دکتر ان.کورتکس هماورد اصلی کراش در این مجموعه بازی است. دکتر کورتکس یک دکتر دیوانه ژنتیک است که درصدد است تا جهان را به تسخیر خود درباورد و برای این کار، ابتدا باید کراش، که توسط خود وی ساخته شده را نابود کند.
این مجموعه بازی، ۷۵ میلیون نسخه در سطح جهان به فروش رسیده است.

## بازی‌ها

### فهرست بازی های ویدئویی
| ۱۹۹۶ | کراش باندیکوت              |
| ۱۹۹۷ | بازگشت انتقام‌جویانه کورتکس |
| ۱۹۹۸ | کژیدگی                     |
| ۱۹۹۹ | تیم ریسینگ                 |
| ۲۰۰۰ | بش                         |
| ۲۰۰۱ | خشم کورتکس                 |
| ۲۰۰۲ | ماجراجویی بزرگ             |
| ۲۰۰۳ | جادو-ان                    |
| ۲۰۰۳ | نیترو کارت                 |
| ۲۰۰۴ | ارغوانی                    |
| ۲۰۰۴ | توئین‌سانیتی                |
| ۲۰۰۵ | تگ تیم ریسینگ              |
| ۲۰۰۶ | بوم بنگ!                   |
| ۲۰۰۷ | آو د تایتانز               |
| ۲۰۰۸ | ذهن جهش‌یافته               |
| ۲۰۰۸ | نیترو کارت ۳D              |
| ۲۰۰۹ |                            |
| ۲۰۱۰ | نیترو کارت ۲               |
| ۲۰۱۱ |                            |
| ۲۰۱۲ |                            |
| ۲۰۱۳ |                            |
| ۲۰۱۴ |                            |
| ۲۰۱۵ |                            |
| ۲۰۱۶ |                            |
| ۲۰۱۷ | سه‌گانه احمقانه             |
| ۲۰۱۸ |                            |
| ۲۰۱۹ | تیم ریسینگ نیترو-سوخت      |
| ۲۰۲۰ | دیگه وقتشه                 |
| ۲۰۲۱ | در حال فرار!               |
| ۲۰۲۲ |                            |
| ۲۰۲۳ | کرش تیم رامبل              |

### سری اصلی
- کراش باندیکوت
- کراش باندیکوت ۲
- کراش باندیکوت ۳
- کراش تیم ریسینگ
- کراش بش
- کراش باندیکوت: خشم کورتکس
- کراش توئین‌سانیتی
- کرش آو د تایتانز
- کراش: ذهن جهش‌یافته
- کراش باندیکوت ۴ : این درباره زمان است

### سری فرعی
- کراش باندیکوت: ماجراجویی بزرگ
- کراش باندیکوت ۲: جادو-ان
- کراش باندیکوت: ارغوانی

### سری مسابقه‌ای
- کراش تیم ریسینگ
- کراش نیترو کارت
- کراش تگ تیم ریسینگ
- کراش باندیکوت نیترو کارت ۳D
- کراش باندیکوت نیترو کارت ۲

### سری پارتی گیم
- کراش باش
- کراش بوم بنگ!
- کرش تیم رامبل

### بازسازی ها
- کراش باندیکوت سه گانه احمقانه
- کراش تیم ریسینگ نیترو-سوخت